# S/2008 (1998 WV24) 1
S/2008 (1998 WV24) 1, também escrito como S/2008 (1998 WV24) 1, é o objeto secundário do corpo celeste denominado de 1998 WV24. Ele é um objeto transnetuniano que tem cerca de 96 km de diâmetro. e orbita o corpo primário a uma distância de 1 420 ± 60 km.

## Descoberta
S/2008 (1998 WV24) 1 foi descoberto no dia 27 de agosto de 2007 pelos astrônomos S. D. Benecchi, K. S. Noll, E. A. Barker, W. M. Grundy e H. F. Levison através do Telescópio Espacial Hubble e sua descoberta foi anunciada em 29 de outubro de 2008.